# Харьковский авиационный завод
Харьковское государственное авиационное производственное предприятие (укр. Харківське державне авіаційне виробниче підприємство; ХГАПП, ранее — ХАПО, ХАЗ, 135-й завод) — украинское предприятие авиационного машиностроения в городе Харькове.
Выпускал пассажирские, транспортные, военные самолёты, позже был перепрофилирован под крылатые ракеты.
История завода богата множеством авиационных достижений. С ним связаны судьбы многих главных и генеральных конструкторов — Иосифа Немана, Константина Калинина, Петра Грушина, Андрея Туполева, Сергея Ильюшина, Артёма Микояна, Александра Яковлева, Павла Сухого, Олега Антонова, фактически завод находится на грани закрытия.
Испытания самолётов, выпускаемых и ремонтируемых заводом, производятся на аэродроме «Сокольники» (Харьков-Северный).

## История

### 1926—1991 годы
Основан 17 сентября 1926 года на базе харьковских ремонтных авиамастерских (открытых в 1923), под названием Харьковский авиазавод имени СНК УССР при акционерном обществе «Укрвоздухпуть».
ХАЗ строился по концессии немецкой фирмой «Юнкерс». В 1927 году СССР расторг договор о строительстве авиазаводов в Филях и Харькове, превратившихся в долгострой; выплатил фирме 3,5 млн рублей и взял заводы в своё управление..
Первым директором завода стал авиаконструктор К. А. Калинин. В 1927 году завод выпустил первые два самолёта: пассажирский К-2 и его санитарный вариант К-3.
В 1929 году завод начал выпуск пятиместного самолёта К-4.
В 1933 году на ХАЗе в КБ Калинина был создан семимоторный самолёт-гигант К-7 — один из крупнейших самолётов того времени, который называли «воздушный Госпром».
В июле 1934 года получил название завод № 135, так он назывался до 1960-х годов.
Всего до начала Великой Отечественной войны завод освоил производство 17 типов самолётов.
После начала войны завод выпускал штурмовики Су-2, но осенью 1941 года в связи с приближением к городу линии фронта был эвакуирован в город Молотов. В результате немецких бомбардировок, боевых действий в период немецкой оккупации города здания завода были полностью разрушены, но после освобождения Харькова советскими войсками началось восстановление предприятия. В дальнейшем, до конца войны завод собрал свыше 2400 боевых самолётов.
В 1945—1946 годах ХАЗ крупными сериями выпускал жатки, пропашники, запчасти для тракторов, кровати, детские коляски, посуду и резиновую обувь. В феврале 1947 года был получен первый крупный заказ на учебно-тренировочный Як-18 (которых построили 407 единиц), в 1949 году завод освоил производство двухместного учебно-тренировочного варианта реактивного истребителя МиГ-15УТИ.
В конце 1960-х годов назван Харьковский авиационный завод, + имени Ленинского комсомола (1968).
С 1966 года по 1984 год выпускал пассажирский самолет для ближнемагистральных линий Ту-134 (построено 854 самолёта разных модификаций)
В 1977 году завод начал производство беспилотных самолётов Ту-141, а в 1980 году — крылатых ракет Х-55.
В 1980-е годы Харьковское авиационное производственное объединение им. Ленинского комсомола являлось одним из ведущих предприятий авиастроения СССР и входило в число крупнейших промышленных предприятий Харькова.
16 февраля 1989 года на авиазаводе начался серийный выпуск самолёта Ан-74.

### 1991—2014 годы
В августе 1997 года завод был включён в перечень предприятий, имеющих стратегическое значение для экономики и безопасности Украины.
В конце 1990-х назван Харьковское государственное авиационно-производственное предприятие (ХГАПП); в 2000-х годах находится в ведении министерства промышленной политики Украины.
В 1999 году авиазавод начал производство самолёта Ан-140.
В 2002 году руководителем завода был назначен Павел Науменко.
В ноябре 2003 года завод заключил контракт на постройку трёх самолётов Ан-74Т-200А для ВВС Египта. Первый самолёт был построен в 2004 году.
В июле 2005 года Кабинет министров Украины принял постановление о создании на базе госкорпорации «Антонов» национального вертикально интегрированного научно-производственного объединения «Антонов», в состав которого были включены АНТК им. Антонова, Киевский авиазавод «Авиант», Харьковское государственное авиационное производственное предприятие, киевский 410-й завод гражданской авиации и ОАО «Украинский научно-исследовательский институт авиационных технологий».
14 марта 2007 года Кабинет министров Украины принял постановление № 428, в соответствии с которым был создан государственный концерн «Авиация Украины» (Державний концерн «Авіація України»), в состав которого был включён харьковский авиазавод (позднее, 30 октября 2008 года концерн был переименован в государственный авиастроительный концерн «Антонов»).
В 2007 году положение предприятия осложнилось, в течение года были уволены 1,5 тыс. сотрудников предприятия.
Начавшийся в 2008 году экономический кризис ухудшил положение предприятия. 21 декабря 2008 была завершена постройка самолёта Ан-74ТК-300 с салоном VIP-класса для правительства Ливии (который стал единственным самолётом, построенным на заводе в период с 2005 по середину 2009 года)
Кроме того, в 2008 году завод производил агрегаты и комплектующие к самолётам Ан-140 для иранского авиазавода HESA.
2008 год завод завершил с убытком 710 млн гривен.
В 2009 году завод завершил строительство двух самолётов (Ан-74ТК-300Д для Лаоса и второго Ан-74Т-200А для ВВС Египта) и закончил 2009 год с убытком 1 млрд гривен.
С 2010 года были прекращены поставки в Иран комплектующих для Ан-140, но в начале 2010 года начались поставки комплектующих для постройки Ан-140 на завод «Авиакор» в Самаре (которые были прекращены в 2014 году).
13 декабря 2010 года бывший директор предприятия Павел Науменко был приговорён Киевским районным судом города Харькова за растрату 48 млн гривен (9,5 млн долларов по курсу 2006 года) и хищение государственных средств (в суде доказана растрата 48 миллионов гривен) к десяти годам лишения свободы с конфискацией имущества. В соответствии с Постановлением коллегии судей Судебной палаты по уголовным делам Высшего специализированного суда Украины по рассмотрению гражданских и уголовных дел от 16 февраля 2012 года, приговор Киевского районного суда г. Харькова от 13.12.2010 года и постановление Апелляционного суда Полтавской области от 19.07.2011 года были отменены; Павел Науменко был освобожден, а дело направлено на новое расследование.
В 2010—2014 гг. ХГАПП выпускал по 1 самолёту в год:
- в 2010 году завод построил один Ан-74Т-200А для ВВС Египта, который был передан заказчику 24 ноября 2010 года.[9][20] и завершил 2010 год с убытком 405,515 млн гривен[21]
- в 2011 году завод построил один Ан-74ТК-200С для ВВС Туркмении, который был передан заказчику 10 сентября 2011 г.[22]
- в 2012 году завод построил один Ан-74ТК-200С для ВВС Туркмении, который был передан заказчику в августе 2012 года[22] и завершил 2012 год с убытком 176,797 млн гривен[23]
- в 2013 году завод построил один Ан-74ТК-200А для внутренних войск МВД Казахстана, который был передан заказчику в апреле 2013 г.[24].
- в мае 2014 года завод завершил строительство второго Ан-74ТК-200А для внутренних войск МВД Казахстана[25].

### С 2014 года
После аннексии Крыма в марте 2014 года президент Порошенко ввел запрет на сотрудничество с Россией в военно-технической сфере, что негативно сказалось на положении завода..
В сентябре 2014 года заказчику был поставлен последний серийный самолёт производства Харьковского авиазавода (Ан-74Т-200 для Казахстана). После этого завод стал фактически простаивать.
В октябре 2014 года был объявлен дефолт по облигациям общей номинальной стоимостью 440 млн гривен в связи с отсутствием средств.
16 июня 2015 года авиазавод был передан в структуру ГК «Укроборонпром».
В 2017 году руководство завода возобновило базовую производственную деятельность и обеспечило выплаты зарплат работникам. За 2017 год осуществлено техническое обслуживание 7 самолетов различных моделей «Антонова» — Ан-72 и Ан-74, которые эксплуатируются в Казахстане, Египте, Туркменистане и Украине. Предприятие получило в 2017 году около 57 млн грн прибыли. Проведенные работы позволили направить средства на восстановление предприятия: возвращение отопления, энерго- и водоснабжения. Был погашен долг в размере 300 тыс. гривен, а также приобретены и своими силами изготовлены твердотопливные котлы, закуплены генераторы. Удалось запустить два цеха механической обработки, кузнечно-штамповочный и литейный цеха, которые до сих пор не работали уже четыре года.
Благодаря этому Харьковское государственное авиационное производственное предприятие смогло начать производство запчастей для самолетов. Кроме того, благодаря запуску производственных площадок, авиационное предприятие овладело выпуск траков для БМП.
Антикризисные меры позволили начать ежемесячные выплаты заработной платы, в общей сумме, по всему предприятию за год, — 35,5 млн грн. Из них 697 тыс. грн было выплачено в рамках возмещения задолженности зарплаты за прошлые годы. В 2017 году было восстановлено научную деятельность предприятия, которая была заморожена с 2014 года. Были восстановлены работы над созданием нового самолета, построенного по аэродинамической схеме «утка». Была изготовлена и поднята в воздух летающая модель, сейчас ведутся отработки режимов управления новым самолетом. В января 2018 года на предприятии было начато массовый набор рабочих.
3 октября 2018 на должность генерального директора ХГАПП был назначен Задорожный Сергей Николаевич. Как сообщает министерство юстиции, в 2018 году Харьковское государственное авиационное производственное предприятие имело наибольшую в стране задолженность по заработной плате перед работниками.
По состоянию на ноябрь 2019 года, на предприятии была самая низкая средняя заработная плата всех предприятий, входящих в «Укроборонпрома», которая составляла 3,5 тыс. грн.
6 ноября 2019 года Президент Украины Владимир Зеленский, находясь в Харькове, был возмущен низкими зарплатами на авиационном заводе и пообещал посодействовать заключению мирового соглашения по делу о банкротстве ХАЗа. На 1 марта 2021 года сумма задолженности завода перед работниками составляла более 207 млн гривен, это больше половины задолженности по заработной плате по всей Харьковской области. На авиазаводе работало 1700 работников, из них в условиях карантина (неполная рабочая неделя) выходили на работу 600 специалистов. Убытки предприятия на начало апреля 2021 года составляли 262 млн грн.
В марте 2021 года украинский авиаконструктор Анатолий Вовнянко отмечал: «Практически 6 лет [Харьковский авиационный] завод не строит самолеты, специалисты разбежались».
16 апреля 2021 на должность генерального директора был назначен Кривоконь Александр Григорьевич. Со сменой руководства начата реализация антикризисной программы, утвержденной Государственным концерном «Укроборонпром» в мае, приоритетами которой определено, в частности, погашение задолженности, восстановление производства и возвращения заказчиков на изготовление запчастей и обслуживания самолетов. Так, ХГАПП реанимировал сотрудничество с Египтом, стал соисполнителем государственных оборонных заказов, расширил сотрудничество с компанией «Мотор Сич». Также осуществляется подготовка контракта на достройку и лизинг двух Ан-140 национальном авиаперевозчику. Сегодня ХГАПП и самолет Ан-74 включен в антикризисную программу частно-государственного партнерства. Об этом говорится в Указе Президента Украины от 24 июня 2021 № 268/2021 «О развитии авиастроительной отрасли Украины». ХГАПП был включен в перечень объектов права государственной собственности, не подлежащих приватизации, и находится в процедуре распоряжения имуществом.
В июне 2021 года генеральный директор завода Александр Кривоконь так характеризовал ситуацию на своём предприятии: «Не можем мы ничего строить сегодня. У нас нет сегодня тех людей, того количества и той квалификации людей, которые смогут сегодня строить самолеты. <...> Завод у нас находится на простое. Мы работаем официально четыре часа в неделю.»

## Выпускавшиеся самолёты

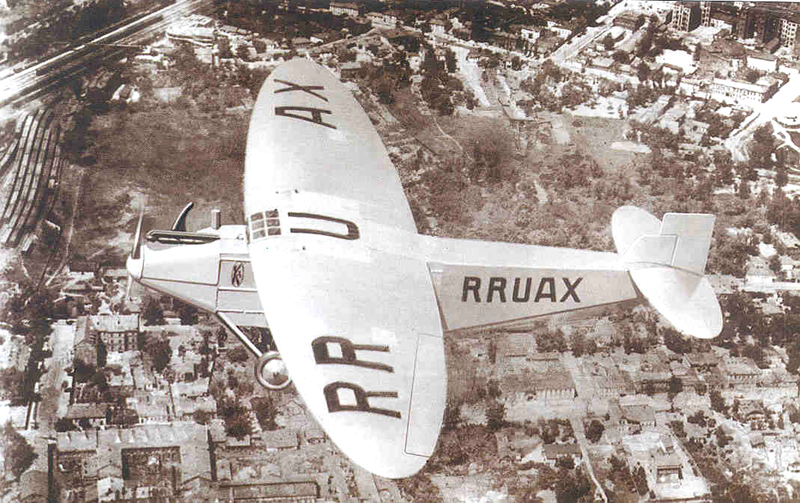
Первый серийный самолёт завода 5-местный пасс. самолёт К-4 Калинина — над Харьковом. 1928

Список не полон. Дополняйте, пожалуйста!
- пассажирский К-2 (самолёт) — первый выпущенный заводом самолёт, 1 шт. в 1927 году[3]
- Санитарный К-3 (самолёт) Калинина (1927) — 1 шт.[3]
- Пятиместный пассажирский К-4 Калинина (1928—1930) — выпущено 39 из заказа 44 шт.
- 10-местный пассажирский К-5 (самолёт) Калинина (1929—1934) — 258 шт.
- Легкомоторный «Омега» лётчика и инженера А. Грацианского (1931) — 1 шт.
- Семимоторный самолёт-гигант К-7 Калинина (1932/33) — 1 шт.[3]
- Пассажирский ХАИ-1 ХАИ (1932/33) — выпущен опытный первый экз.
- Бесхвостка ХАИ-4 ХАИ «Осоавиахимовец Украины» (1934) — 1 шт.
- Истребитель И-Z Григоровича (1934—1935) — 50 шт.
- Истребитель ИП-1 Григоровича (1936—1937) — 90 шт.
- Разведчик, бомбардировщик ХАИ-5 И. Немана (Р-10) (1936—1940) — 355 шт.
- Ближний бомбардировщик ББ-1 Су-2 Сухого (1939-январь 1942, Пермь) — 785 шт.
- Истребитель Су-1 Сухого (1940) — 1 шт..
- Истребитель Су-3 Сухого (1941) — 1 шт.
- Тяжёлый двухмоторный истребитель Гр-1 П. Грушина (1940) — 2 экз.
- Скоростной бомбардировщик Гр-2 Грушина (1940) — 1 экз.
- Истребитель Як-7 Яковлева (ноябрь 1943-?) — ? экз. (из готовых деталей).
- Истребитель Як-9 Яковлева (конец 1943-?) — ? экз.
- Истребитель-бомбардировщик Як-9Б Яковлева (194.?) — ? экз.
- Пассажирский Як-8 Яковлева (1946) — 5 шт.
- Учебный Як-18 Яковлева (1946—1949) — 408 шт.
- Спарка МиГ-15УТИ Микояна и Гуревича (1950—1954) — 538 шт.
- Реактивный пассажирский Ту-104 Туполева (1955—1959) — 43 шт.
- Реактивный пассажирский Ту-124 Туполева (1960—1968) — 163 шт.
- Реактивный пассажирский Ту-134 Туполева (1963—1984) — 848 шт.
- Военный беспилотный летательный аппарат (БПЛА) Ту-141 «Стриж» (1977—1991/92) — 152.
- Стратегическая крылатая ракета (СКР) Х-55 «НПО Радуга» (1980—1986).
- Транспортные Ан-72 Антонова (1985-?) — 97 шт.
  - Штабные Ан-72С Антонова (199.?) — ? шт.
  - Патрульные Ан-72П Антонова (199.) — несколько? шт.
- Пассажирский Ан-74 Антонова (1983-?) — 80 шт.
  - Транспортно-конвертируемые Ан-74ТК-300 — 3 шт.
    - Ан-74ТК-300Д с VIP салоном для ГАП «Украина»
    - Ан-74ТК-300Д с VIP салоном[12] — 1 экз. (строился с 2005 — сдан в 2009) для президента Ливии[13].
    - Ан-74ТК-300Д с VIP салоном для правительства Лаоса (2009 год)[15].

  - Ан-74Т-200А — 3 шт. для ВВС Египта в 2003—2010 гг.[9]
  - Транспортные Ан-74Т-200 — 12 шт. по заказу Sepah Air Force (Иран)
    - Ан-74Т-200 — 1 шт.
    - Санитарные Ан-74ТК-200С — 2 шт. заказаны Ливией в 2003 г., в 2009 не достроены.
- Пассажирский Ан-140 (1999—2008) — всего до 2016 года было выпущено 36 самолётов Ан-140 и Ан-140-100, при этом на ХГАПП полностью были собраны и переданы в эксплуатацию 14 самолётов (первые 3 самолёта АН-140 совместно с АНТК им. О. К. Антонова). Остальные самолёты производились в основном из комплектующих и агрегатов ХГАПП на самолётостроительной компании HESA (Исфахан, Иран) — по состоянию на 2012 год — 8 самолётов, ещё 10 на самарском заводе «Авиакор»
- Пассажирский Ан-148 (2004) — два комплекта крыльев и центроплана для завода «Авиант».
- Лёгкие самолёты ХАЗ-30 (с 2012) — около 10 шт.

Также заводом выпускались детали, узлы, фюзеляжи и крылья самолётов: Як-1, Як-3 (крылья), Як-7, Як-9, Ла-5, Ил-2, Ан-148.

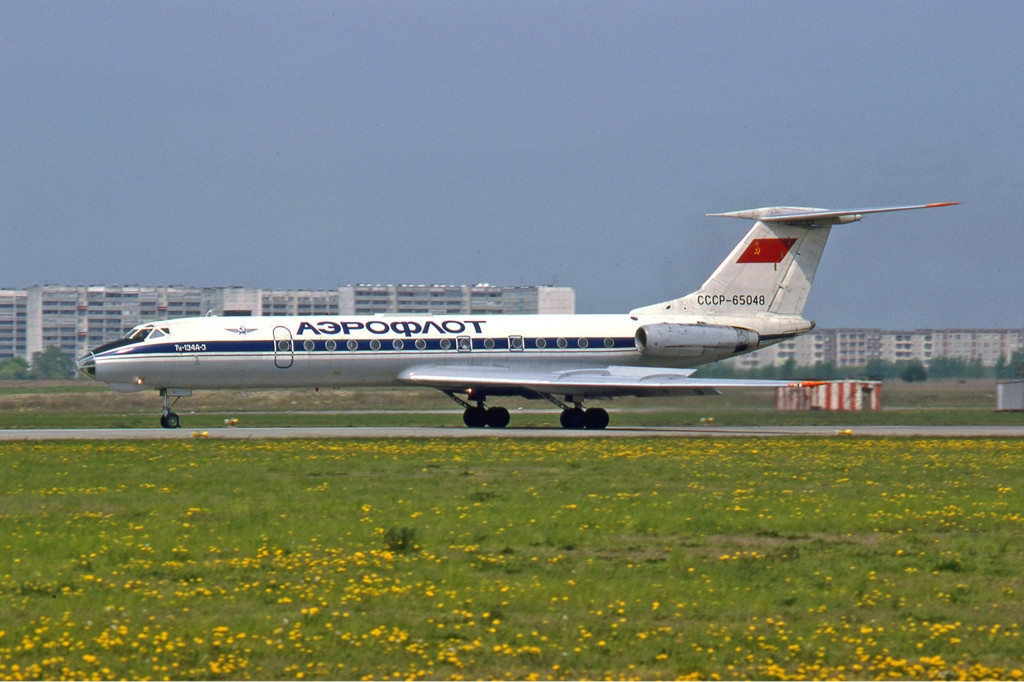
Ту-134А «Аэрофлота» МГА СССР образца 1973 г.

## Награды
- Ордена Трудового Красного Знамени и Октябрьской Революции.
- В годы независимости Украины награждён премиями: «Золотой Меркурий», «Международной золотой звездой», призом «За лучшую торговую марку».